# 24-й гвардейский миномётный полк реактивной артиллерии
24-й гвардейский миномётный Краснознамённый ордена Кутузова полк  — воинская часть Вооружённых Сил СССР в Великой Отечественной войне.

## История
Полк формировался в феврале-марте 1942 года в Алабино.
В составе действующей армии с 11 марта 1942 по 13 февраля 1944 и с 16 мая 1944 по 11 мая 1945 года.
В начале марта 1942 года переброшен на рубеж Волхова, к Мясному Бору, где участвует в заключительной фазе Любанской операции. В мае 1942 года был передислоцирован севернее, где начиналась операция по ликвидации Киришского плацдарма, остававшегося в руках противника на правом берегу Волхова.
В конце августа-сентябре 1942 года принимает участие в Синявинской операции. В октябре 1942 года уцелевший в операции полк был переброшен в район Белого, где поддерживает войска 41-й армии, наступавшие в ходе Ржевско-Сычёвской операции. После неудачи операции находится приблизительно в том же районе вплоть до весны 1943 года, когда ржевский выступ был срезан.
Затем полк действовал до осени 1943 года в районе города Холма, в августе привлекался для поддержки неудавшегося наступления войск 34-й армии на Старую Руссу. В конце октября 1943 года полк передан во 2-й Прибалтийский фронт, поддерживает войска левого крыла фронта, которые безуспешно пытались развить наступление на Витебск и Полоцк. В начале декабря 1943 года передан на 1-й Прибалтийский фронт, участвует в его составе в Городокской операции, отличился при прорыве обороны, за что был награждён Орденом Красного Знамени
В феврале 1943 года отведён на укомплектование и пополнение в резерв. 
В мае 1944 года в преддверии Выборгской операции переброшен на Карельский перешеек. С 10 июня 1944 года, поддерживая в наступлении войска 21-й армии, уже в ходе артиллерийской подготовки произвёл 17 залпов установок «Катюша», обрушив на врага 6188 снарядов. В ходе наступления наносил удары по населённым пунктам Райлеки, Териоки и непосредственно по Выборгу. 14 июня 1944 года в боях за вторую линию обороны финских войск в районе Кутерьсельска, отражая контратаку, был вынужден выставить реактивные установки на прямую наводку.
После окончания советско-финской войны с сентября 1944 года по апрель 1945 года в боях не участвовал, дислоцируясь на Карельском перешейке.
В апреле 1945 переброшен под Берлин, где принял участие в Берлинской операции, и в мае 1945 года в Пражской операции.

## Состав
- 42-й отдельный гвардейский миномётный дивизион
- 214-й отдельный гвардейский миномётный дивизион
- 215-й отдельный гвардейский миномётный дивизион

С 17 августа 1944 года:
- 1-й гвардейский миномётный дивизион
- 2-й гвардейский миномётный дивизион
- 3-й гвардейский миномётный дивизион

## Подчинение
| Дата            | Фронт (округ)                                             | Армия                  | Корпус | Дивизия | Примечания |
| --------------- | --------------------------------------------------------- | ---------------------- | ------ | ------- | ---------- |
| 01.03.1942 года | Московский военный округ                                  | -                      | -      | -       | -          |
| 01.04.1942 года | Волховский фронт                                          | 2-я ударная армия      | -      | -       | -          |
| 01.05.1942 года | Волховский фронт (Группа войск Волховского направления)   | 59-я армия             | -      | -       | -          |
| 01.06.1942 года | Ленинградский фронт (Волховская группа войск направления) | 4-я армия              | -      | -       | -          |
| 01.07.1942 года | Волховский фронт                                          | 4-я армия              | -      | -       | -          |
| 01.08.1942 года | Волховский фронт                                          | 4-я армия              | -      | -       | -          |
| 01.09.1942 года | Волховский фронт                                          | 8-я армия              | -      | -       | -          |
| 01.10.1942 года | Волховский фронт                                          | 2-я ударная армия      | -      | -       | -          |
| 01.11.1942 года | Калининский фронт                                         | 22-я армия             | -      | -       | -          |
| 01.12.1942 года | Калининский фронт                                         | 41-я армия             | -      | -       | -          |
| 01.01.1943 года | Калининский фронт                                         | 41-я армия             | -      | -       | -          |
| 01.02.1943 года | Калининский фронт                                         | 41-я армия             | -      | -       | -          |
| 01.03.1943 года | Калининский фронт                                         | -                      | -      | -       | -          |
| 01.04.1943 года | Калининский фронт                                         | 22-я армия             | -      | -       | -          |
| 01.05.1943 года | Северо-Западный фронт                                     | 22-я армия             | -      | -       | -          |
| 01.06.1943 года | Северо-Западный фронт                                     | 22-я армия             | -      | -       | -          |
| 01.07.1943 года | Северо-Западный фронт                                     | 22-я армия             | -      | -       | -          |
| 01.08.1943 года | Северо-Западный фронт                                     | 34-я армия             | -      | -       | -          |
| 01.09.1943 года | Северо-Западный фронт                                     | 22-я армия             | -      | -       | -          |
| 01.10.1943 года | Северо-Западный фронт                                     | 22-я армия             | -      | -       | -          |
| 01.11.1943 года | 2-й Прибалтийский фронт                                   | -                      | -      | -       | -          |
| 01.12.1943 года | 2-й Прибалтийский фронт                                   | -                      | -      | -       | -          |
| 01.01.1944 года | 1-й Прибалтийский фронт                                   | 11-я гвардейская армия | -      | -       | -          |
| 01.02.1944 года | 1-й Прибалтийский фронт                                   | 11-я гвардейская армия | -      | -       | -          |
| 01.03.1944 года | Московский военный округ                                  | -                      | -      | -       | -          |
| 01.04.1944 года | Московский военный округ                                  | -                      | -      | -       | -          |
| 01.05.1944 года | Московский военный округ                                  | -                      | -      | -       | -          |
| 01.06.1944 года | Ленинградский фронт                                       | 21-я армия             | -      | -       | -          |
| 01.07.1944 года | Ленинградский фронт                                       | 21-я армия             | -      | -       | -          |
| 01.08.1944 года | Ленинградский фронт                                       | 21-я армия             | -      | -       | -          |
| 01.09.1944 года | Ленинградский фронт                                       | 21-я армия             | -      | -       | -          |
| 01.10.1944 года | Ленинградский фронт                                       | 23-я армия             | -      | -       | -          |
| 01.11.1944 года | Ленинградский фронт                                       | 23-я армия             | -      | -       | -          |
| 01.12.1944 года | Ленинградский фронт                                       | 23-я армия             | -      | -       | -          |
| 01.01.1945 года | Ленинградский фронт                                       | 23-я армия             | -      | -       | -          |
| 01.02.1945 года | Ленинградский фронт                                       | 23-я армия             | -      | -       | -          |
| 01.03.1945 года | Ленинградский фронт                                       | 23-я армия             | -      | -       | -          |
| 01.04.1945 года | Ленинградский фронт                                       | 23-я армия             | -      | -       | -          |
| 01.05.1945 года | 1-й Белорусский фронт                                     | 3-я армия              | -      | -       | -          |

## Командиры
- гвардии подполковник / полковник  Апрелкин Иван Александрович (1942 — 1.1943), гвардии майор / подполковник Дорохов Степан Дмитриевич (1.1943 — 11.1943), врид майор Лебедев Василий Николаевич (12.1943 — 2.1944), врид майор Осипов Георгий николаевич (2.1944 — 6.1944), майор / подполковник Андреев Владимир Степанович (с 6.1944 — 1945), майор Паливода Павел Иванович (8.1945);

замком по с/ч майор Запольский Дмитрий Алексеевич (1944, в 20.06.1944 — ком-р 318 ГМП (временно));
замполит бат. ком. Акимов (4.1942), майор Озерный Дмитрий Наумович (1943);
Нач. штаба: майор Петренко Виктор Николаевич (с 3.1942, с 3.1943 — НШ ОГ ГМЧ СтепФ), майор Осипов Георгий Николаевич (с 3.1943 — 1945, в 6.1944 — врид ком-ра полка), врид капитан Янкелевич (6.1944); 
Командиры дивизионов: 
- 42-й гв. мин. див-н (2-е фор.) (дивизион сформирован 21.12.1941 из батареи 2-го д-на 1 ГМП (1-е фор.) и батареи 3-го д-на 9 ГМП (1-е фор.))  / 1 — капитан / майор Денисенков Александр Илларионович (с 3.1942, с 8.1943 — ком-р 309 ГМП), капитан Юрин Валентин Николаевич (с 1943), капитан Рогов Евгений Михайлович (1945); нш д-на капитан Симакин Константин Петрович (12.1943), капитан Ильин Николай Борисович (1944);
- 214-й гвардейский миномётный дивизион / 2 — капитан / майор Гуменюк Василий Герасимович (с 27.03.1942), капитан Дыма Михаил Константинович (12.1943), капитан Алдакушев Николай Дмитриевич (1945);
- 215-й гвардейский миномётный дивизион / 3 — капитан / майор Машевский Иван Игнатьевич (с 12.1943), майор Дайнеко Макар Артемьевич (с 27.11.1942, с 1.1943 — ком-р 4 ГМБр, затем замком 33 ГМБр);

## Награды и наименования
| Награда (наименование)     | Дата       | За что получена                                                                                     |
| -------------------------- | ---------- | --------------------------------------------------------------------------------------------------- |
| Орден Красного Знамени     | 21.12.1943 | За успешно проведённую операцию по прорыву сильно укреплённой обороны немцев к югу от города Невель |
| Орден Кутузова III степени | 1945       | За участие в Берлинской операции                                                                    |